# O Opoponax

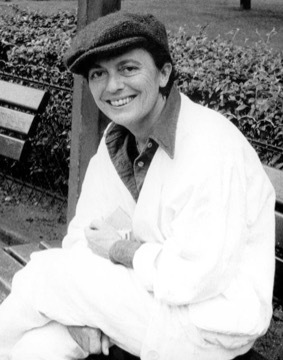
Autora: Monique Wittig

O Opoponax (em francês:  L'Opoponax) é um romance de 1964 da escritora francesa Monique Wittig. No ano de 1966, o livro Foi traduzido para o idioma inglês pela autora Helen Weaver e publicado nos Estados Unidos pela Simon & Schuster. O título vem de opoponax, também conhecido como bisabol.

## Estrutura
O livro não é formado por parágrafos comuns, com cada capítulo (de tamanho normal) consistindo em um único parágrafo estendido. Os capítulos é organizado da seguinte forma: não têm numeração e nem títulos. É escrito com o autor se dirigindo à protagonista como "você" e descrevendo a ela os eventos do livro.

## Significado literário e crítica
Essa obra de romance ganhou o prêmio de Prix Médicis em 1964. Nathalie Sarraute disse, na premiação essas seguintes palavras: "Provavelmente não estarei lá para testemunhar, mas em dez ou vinte anos vocês verão que escritora homenageamos aqui."